# ماريا رايتر
ماريا جوزيفا رايتر (23 ديسمبر 1911 - 28 يوليو 1992) ، المعروفة باسم "ميمي" أو "ميتزي" ، ارتبطت عاطفياً بأدولف هتلر في أواخر عشرينيات القرن العشرين. روت قصتها للدورية الألمانية شتيرن عام 1959.